# Amblyomma americanum
Amblyomma americanum, là một loài bét thuộc chi Amblyomma. Đặc điểm là có vết kỳ lạ ngay trên lưng. 

## Đặc điểm
Trong cơ thể Amblyomma americanum có chứa một chất đường đặc biệt có tên là Alpha-gal. Loại đường này thường không có trong cơ thể của người mà có trong các loại thịt đỏ, thịt lợn và một số sản phẩm sữa khác. Khi cắn vào người, nó tiêm chất đường này vào cơ thể nạn nhân. Hệ thống miễn dịch của nạn nhân phản ứng lại bằng cách tạo ra các kháng thể chống lại tất cả các thành phần có trong vết cắn, bao gồm cả Alpha-gal.
Kể từ đó về sau, nếu người đó ăn thịt, phản ứng dị ứng nghiêm trọng sẽ xảy ra. Các nạn nhân bị bét cắn sẽ phải ăn chay suốt đời. Ban đầu, loài bét này chỉ sinh sống ở miền Nam Hoa Kỳ, ký sinh trên hươu đuôi trắng. Tuy nhiên, khi hươu được đưa đi nuôi ở nhiều nơi thì loài bắt đầu mở rộng môi trường sống.